# فرودگاه بین‌المللی زاپوریژیا
فرودگاه بین‌المللی زاپوریژیا (به انگلیسی: Zaporizhia International Airport) (به زبان بومی: Міжнародний аеропорт Запоріжжя) یک فرودگاه همگانی مسافربری با کد یاتا OZH است که یک باند فرود بتن دارد و طول باند آن ۲۵۰۲ متر است. این فرودگاه در شهر زاپوریژیا کشور اوکراین قرار دارد و در ارتفاع ۱۱۴ متری از سطح دریا واقع شده است.

## شرکت‌های هواپیمایی و مقصدهای پروازی
| شرکت‌های هواپیمایی                                | مقصدهای پروازی                                                  |
| ------------------------------------------------ | --------------------------------------------------------------- |
| Anda Air                                         | چارتر فصلی: تیوات                                               |
| اطلس گلوبال                                      | آتاترک چارتر فصلی: آنتالیا                                      |
| Azur Air Ukraine                                 | چارتر فصلی: شرم‌الشیخ                                            |
| براوو ایرویز                                     | چارتر فصلی: آنتالیا، منستیر – حبیب بورقیبه                      |
| موتور سیچ ایرلاینز                               | کیف ژولیانی, مینسک چارتر فصلی: بورگاس                           |
| پگاسوس ایرلاینز                                  | صبیحه گوکچن                                                     |
| ترکیش ایرلاینز                                   | آتاترک                                                          |
| هواپیمایی بین‌المللی اوکراین                      | بوریسپیل، بن گوریون فصلی: باتومی، چارتر فصلی: آنتالیا، شرم‌الشیخ |
| هواپیمایی بین‌المللی اوکراین اجرا توسط دنیپرواویا | بوریسپیل                                                        |
| Windrose Airlines                                | چارتر فصلی: آنتالیا                                             |